# Municipio de Belpre (Ohio)
El municipio de Belpre (en inglés: Belpre Township) es un municipio ubicado en el condado de Washington en el estado estadounidense de Ohio. En el año 2020 tenía una población de 3897 habitantes y una densidad poblacional de 64,49 personas por km².

## Geografía
El municipio de Belpre se encuentra ubicado en las coordenadas 39°17′1″N 81°39′51″O / 39.28361, -81.66417. Según la Oficina del Censo de los Estados Unidos, el municipio tiene una superficie total de 62.47 km², de la cual 60.43 km² corresponden a tierra firme y (3.26%) 2.04 km² es agua.

## Demografía
Según el censo de 2010, había 3869 personas residiendo en el municipio de Belpre. La densidad de población era de 61,93 hab./km². De los 3869 habitantes, el municipio de Belpre estaba compuesto por el 96.72% blancos, el 1.16% eran afroamericanos, el 0.18% eran amerindios, el 0.26% eran asiáticos, el 0.03% eran isleños del Pacífico, el 0.05% eran de otras razas y el 1.6% pertenecían a dos o más razas. Del total de la población el 0.65% eran hispanos o latinos de cualquier raza.